# 染井吉野桜記念公園
染井吉野桜記念公園（そめいよしのさくらきねんこうえん）は、東京都豊島区駒込二丁目にある豊島区立の都市公園。JR山手線駒込駅の駅前広場を公園として整備したものである。

## 染井吉野の里
桜の品種である染井吉野が誕生した旧染井村が現在の巣鴨から駒込にまたがるということで、「染井吉野櫻発祥之里 駒込」の碑が巣鴨警察署駒込駅前交番のすぐ横に位置する。この碑には、染井村の植木職人であった伊藤伊兵衛の家の庭で、桜の花を愛でる人たちが描かれた浮世絵も添えられている。また、この公園には、染井吉野の原種と言われる江戸彼岸と大島桜が植えられている。

## 周辺施設
- 六義園
- 染井霊園

## もう一つの染井吉野の碑
染井吉野発祥の地に関する碑は巣鴨にもう一つある。JR山手線巣鴨駅北口を出て左折し、中山道を横切った巣鴨三丁目のすがも桜並木通りに入ったところに「染井吉野の碑」が立つ。